# Du Bois (Nebraska)
Du Bois je selo u američkoj saveznoj državi Nebraska. Prema popisu stanovništva iz 2010. u njemu je živjelo 147 stanovnika.